# Oberto Obizzo IV Malaspina

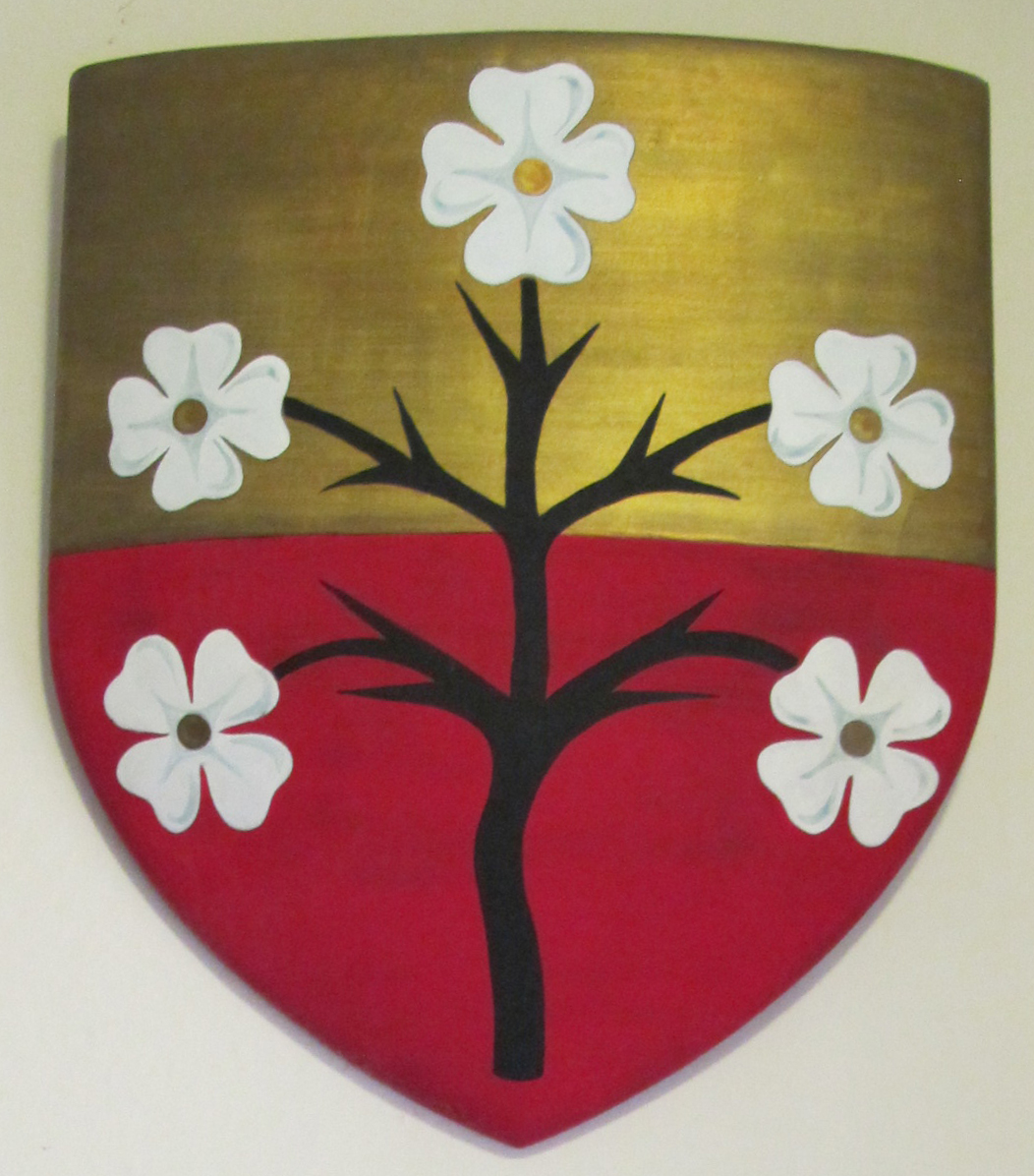
Stemma dei Malaspina nella casa di Dante a Firenze

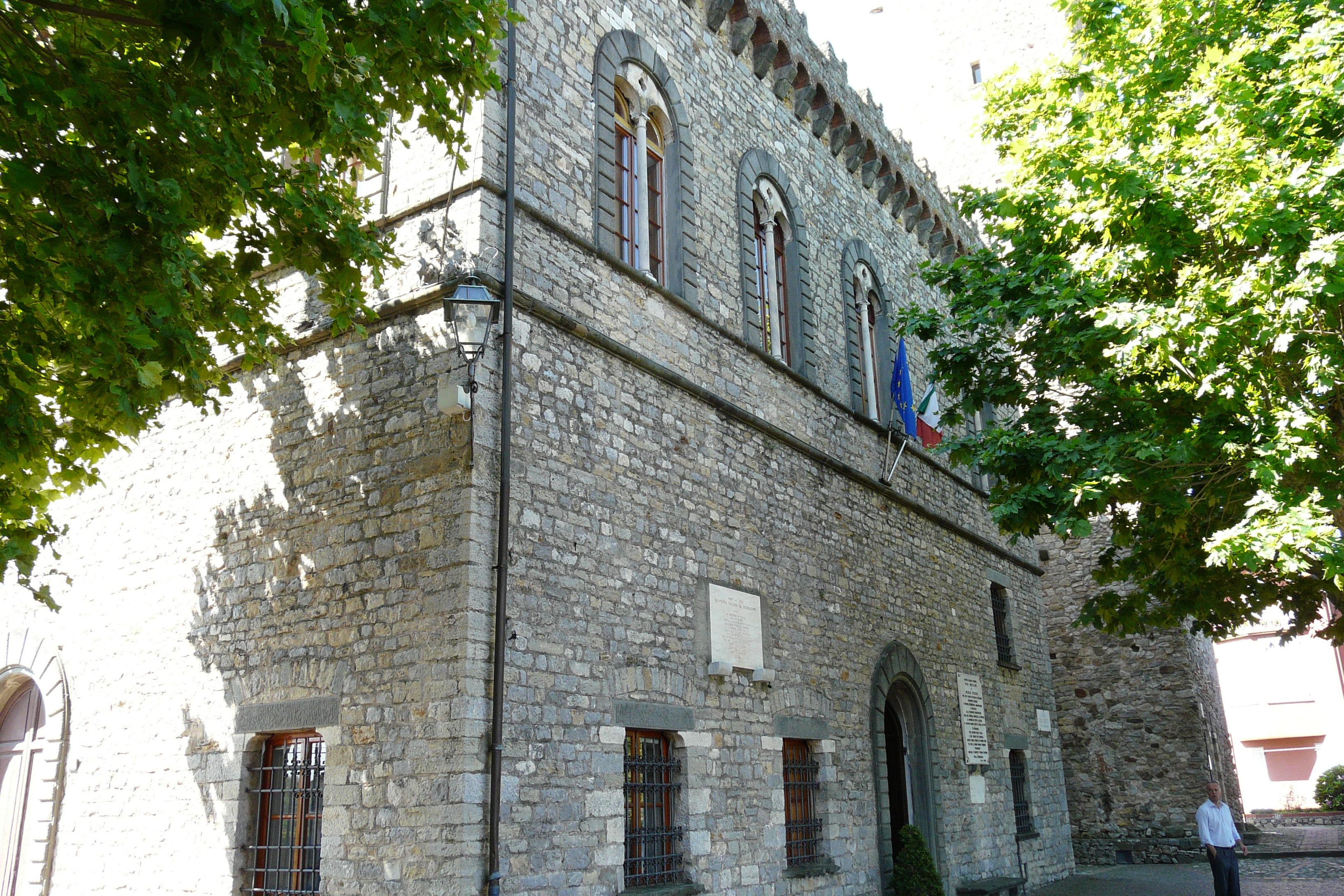
Castello di Arcola

Oberto Obizzo IV Malaspina (... – 1090 circa) è stato un nobile italiano.

## Biografia
Era figlio di Alberto Malaspina di Oberto Obizzo II.
Viene citato per la prima volta nel 1055 in alcuni atti di donazione a favore del monastero di San Venerio, stipulati nel castello di Arcola.
È probabile che Oberto Obizzo comandasse l'esercito dell'imperatore Enrico IV di Franconia contro la contessa Matilde di Canossa nel 1084, rimanendo sconfitto nella battaglia di Sorbara.
Da Oberto Obizzo derivarono, oltre ai Malaspina, anche i marchesi di Gavi e Pallodi.
Morì nel 1090 circa.

## Discendenza
Ebbe un figlio Alberto detto "il Malaspina", morto intorno al 1140.